# Huruba
Huruba, román nyelven Văleni, falu Romániában, Erdélyben, Szeben megyében. Közigazgatásilag Mikeszásza községhez tartozik.

## Fekvése
Mikeszászától északkeletre fekvő település.

## Lakossága
A 2011-es népszámláláskor mindössze 15 lakosa volt.